# 七人女律師
《七人女律師》是一部日本電視劇。由賀來千香子主演。本版共製作三輯，分別於1991年冬季（1月至3月）、秋季（10月至12月）及1993年冬季期間在朝日電視台及其聯播網電視台首播。及後在1997年製作一集兩小時特別版。

## 概要
保坂夏子是一名律師。後來因其父保坂正國退休而承繼了他的法律事務所。她認為女性在法律地位上較男性低微，於是她與多名女性律師合夥，成為「七人女律師事務所」，為女性站台。

## 演員
- 保坂夏子：賀来千香子

「新東京律師公會」律師。「七人女律師事務所」所長
- 氷村玲子：岡江久美子

檢察官出身律師。
- 乾美樹：鳥越マリ（僅在第1輯登場）

「全東京律師公會」律師
- 清水真琴：五十嵐いづみ（僅在第1輯登場）

「新人」律師，經驗尚淺。
- 平林アヤ子：和泉ちぬ（僅在第1輯登場）

「東京若葉律師公會」律師
- 佐野圭子：松金米子（第2輯登場人物）

「七人女律師事務所」律師
- 吉野美晴：星遙子（僅在第2、3輯登場）

「七人女律師事務所」律師
- 香取由紀：立原麻衣（僅在第2、3輯登場）

「七人女律師事務所」律師
- 水木香織：松本友里（1997年2小時特別版登場）
- 西田千春：浅倉涼子（1997年2小時特別版登場）
- 綾小路桜子：菅井きん
- 谷口伊津：佐藤友美

著名女性人權辯護律師。
- 横山良介：宅麻伸（僅在第2輯登場）
- 保坂正国：小林桂樹
- 伊橋健一：菊池健一郎
- 美田めぐみ：貴本亜莉紗